# Novembre 1909

## Événements
- 3 novembre : le Français Hubert Latham remporte la Coupe Michelin 1909 en effectuant un vol de 234 km en 4 heures, 19 minutes et 32 secondes, nouveaux records du monde de distance et de durée de vol. Farman réalise cette performance sur un Farman III.

- 6 novembre : à Brooklands, Victor Hémery établit un nouveau record de vitesse terrestre : 202,68 km/h.

- 18 novembre : un biplan Wright est présenté à Sydney (Australie).

- 25 novembre : le franco-suisse Albert Kimmerling effectue le premier vol en avion en Afrique du Sud (Le Cap) sur un « Voisin », ce qui en fait le 1er vol du continent africain pionnair-ge.com.

- 29 novembre[1] : fondation d'Élisabethville.

## Naissances
- 3 novembre : Russell Paulley, chef du Nouveau Parti démocratique du Manitoba († 19 mai 1984).
- 5 novembre : Pierre Repp, humoriste et acteur français († 1er novembre 1986).
- 15 novembre : Timothy Manning, cardinal américain, archevêque de Los Angeles († 23 juin 1989).
- 16 novembre : Maurizio Valenzi, homme politique italien († 23 juin 2009).
- 25 novembre : Prince Sisowath Monireth, homme politique cambodgien († 1975).
- 26 novembre : Eugène Ionesco, écrivain français († 1994).

## Décès
- 3 novembre : Albert-Auguste Fauvel, explorateur et naturaliste français (° 1851).
- 7 novembre : Myrton Michalski peintre polonais (° 1861).
- 14 novembre : Joshua Slocum, navigateur.